# Häroldskåpa

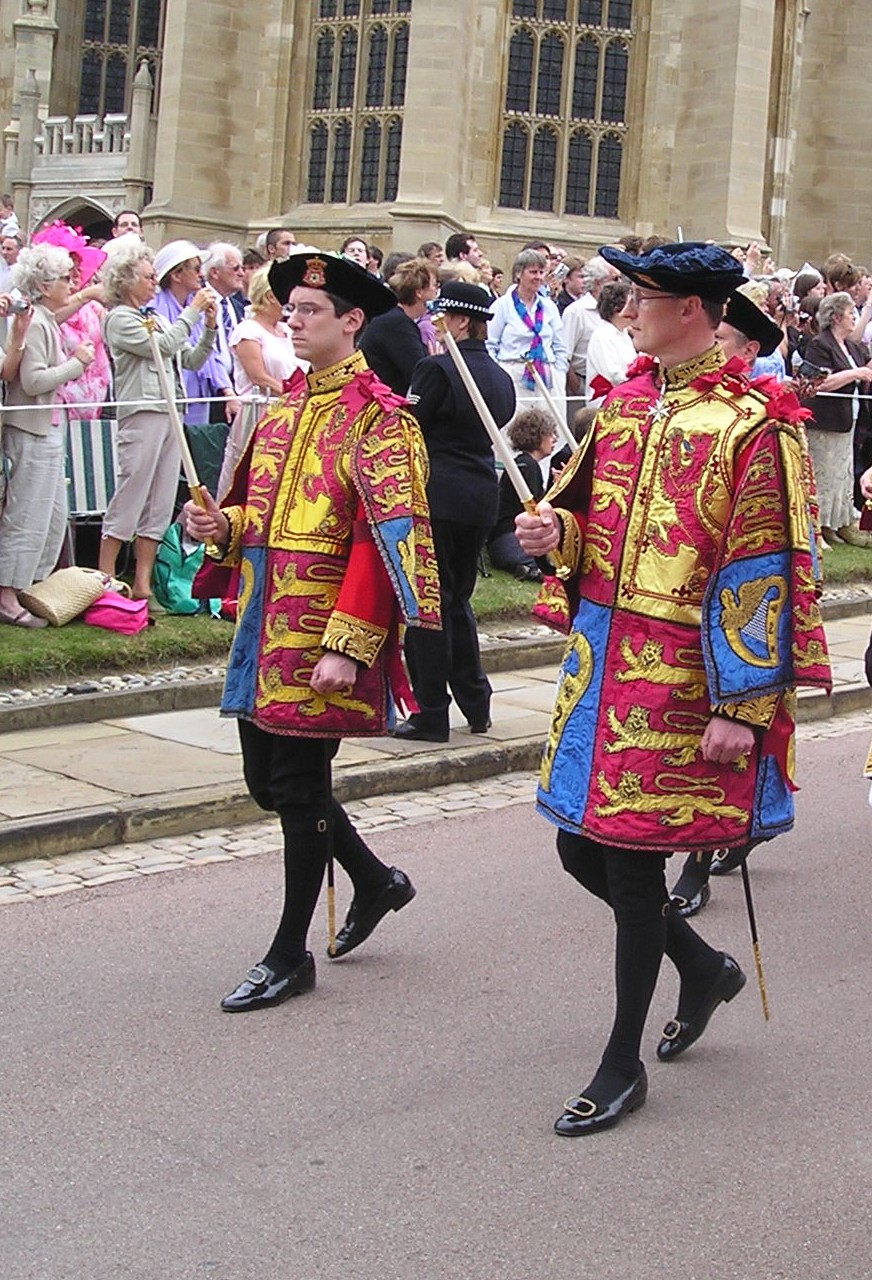
Engelska härolder (persevanter) bärande vapenkåpor med den brittiska monarkens vapen i samband med Strumpebandsordens årliga gudstjänst den 23 april.

Häroldskåpa, är en rock av tappert-typ, dekorerad med ett heraldiskt vapen som visar vilken herreman en härold representerar. Den iögonenfallande utformningen kommer sig av att härolder lätt skulle kunna kännas igen för att som budbärare kunna röra sig mellan stridande parter utan att attackeras. Senare har häroldskåpor använts som en ceremoniell klädsel.

## Galleri

### Svenska häroldskåpor

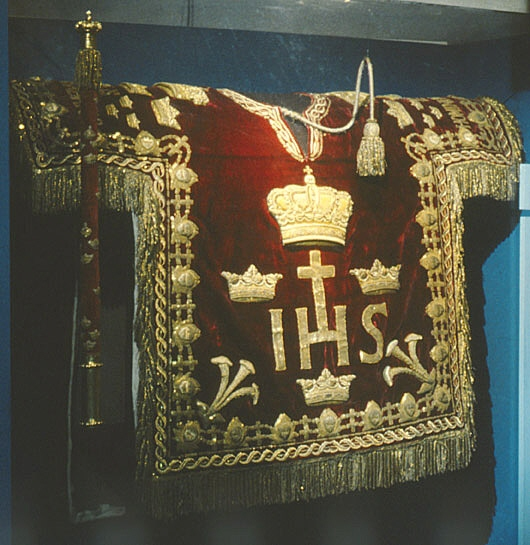
Rikshäroldens kåpa.
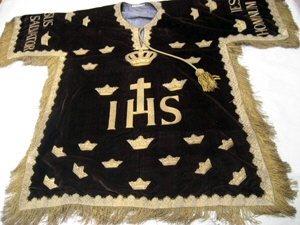
Serafimerordens härolds kåpa.
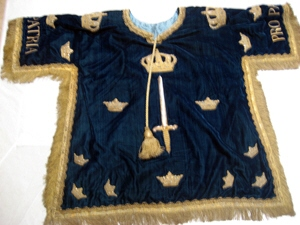
Svärdsordens härolds kåpa.
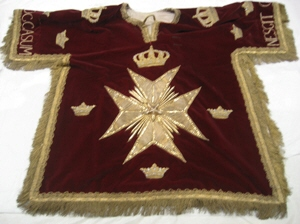
Nordstjärneordens härolds kåpa.
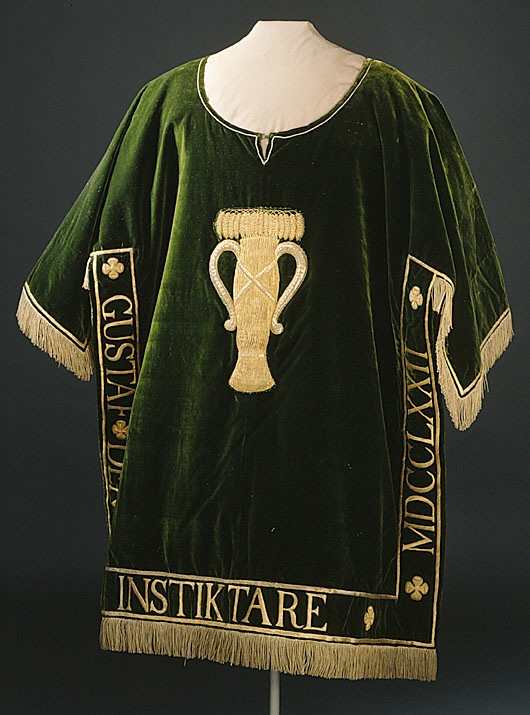
Vasaordens härolds kåpa.